# Boverkets föreskrifter och allmänna råd om bärförmåga, stadga och beständighet i byggnader m.m.
Boverkets föreskrifter och allmänna råd om bärförmåga, stadga och beständighet i byggnader m.m., BSB innehåller regler för dimensionering av byggnader i Sverige och ges ut av Boverket.
BSB innehåller (till skillnad från EKS) inte några nationella val till Eurokoderna. De nationella valen till Eurokoderna hämtas från nationella bilagor till Eurokoderna.
BSB ersätter EKS.
I PBL, PBF och BBR finns samhällets minimikrav på det som byggs.